# Pierwsza bitwa nad Bobrem
Pierwsza bitwa nad Bobrem – jedna z bitew podczas wojen napoleońskich, pierwsza odbyta w Płakowicach pod Lwówkiem Śląskim (obecnie dzielnica Lwówka Śląskiego), stoczona 21 sierpnia 1813 roku między armią Cesarstwa Francuskiego i armią Pruską.

## Tło historyczne
W roku 1813, w czasie wojen napoleońskich, wojska francuskie stoczyły nad Bobrem w okolicy Lwówka Śląskiego (Płakowice) dwie bitwy. Po stronie Napoleona walczyły wojska polskie. Pierwsza bitwa nad Bobrem 21 sierpnia zakończyła się zwycięstwem Napoleona nad wojskami pruskimi. Jednak już siedem dni później 29 sierpnia miała miejsce druga bitwa nad Bobrem, która przyniosła Francuzom klęskę. Dywizjon generała Puthoda, który nie brał udziału w bitwie nad Kaczawą wycofywał się w kierunku Jeleniej Góry, aby tam przeprawić się na lewy brzeg Bobru. Wezbrana rzeka pozrywała jednak mosty i Francuzi ruszyli w dół rzeki. W Płakowicach chcieli zbudować przeprawę, ale wzburzone wody im to uniemożliwiły. Naciskani przez korpus Langerona Francuzi podjęli próbę przebycia rzeki wpław. Skończyło się to tragicznie. W nurtach Bobru zginęło 2000 żołnierzy w tym generał i pułkownik. Przez rzekę podobno udało przeprawić się jedynie 40 żołnierzom. Przez kilka następnych dni ciała topielców były wyrzucane na brzegi rzeki. Pochowano je w zbiorowej mogile na łące pod Brunowem.[1]

## Przebieg bitwy
Pierwsza bitwa nad Bobrem, 21 sierpnia 1813 r. wstępne natarcie wojsk Armii Bobru (Marszałek Macdonald) dowodzonych przez Generała Lauristona zakończyło się taktyczną porażką na skutek silnego ostrzału artylerii Armii Śląskiej dowodzonej przez Gebharda Blüchera zlokalizowanej na wzgórzach w okolicach Płakowic oraz Brunowa. Na skutek tej bitwy ucierpiało też same miasto ostrzeliwane przez wojska pruskie by zmusić Francuzów do ataku przez rzekę Bóbr w miejscu bardziej dogodnym dla obrońców, końcowo wojska pruskie wycofały się na skutek ataku flankowego w okolicach Wlenia przez brygadę stacjonującą wcześniej w okolicach Lubania i Lubomierza oraz szybki atak w okolicach Brunowa, a także zgodnie z wytycznymi z Trachenbergu. Te okoliczności spowodowały, że pomimo przegranej potyczki, Francuzi odnieśli zwycięstwo strategiczne poprzez sforsowanie Bobru.